# Las Meninas (Picasso)
Las Meninas és una sèrie de 58 quadres que Pablo Picasso va pintar el 1957 realitzant una anàlisi exhaustiva, reinterpretant i recreant diverses vegades Las Meninas de Diego Velázquez. La suite es conserva íntegrament al Museu Picasso de Barcelona, sent l'única sèrie completa de l'artista que perdura junta. Es tracta d'un estudi d'obra molt extens, que consta de 45 interpretacions de l'obra, 9 escenes d'un colomer, 3 paisatges i 1 Retrat de Jacqueline.
El mateix Picasso entenia tota aquesta sèrie com un conjunt, i com a tal la va donar al museu barceloní el maig de 1968, en memòria de Jaume Sabartés, mort el mateix any. És famosa la frase de Picasso dita a Sabartés el 1950:
| «               | Si algú es posés a copiar Las Meninas, totalment de bona fe, posem per cas, en arribar a cert punt i si el que les copiés fos jo, diria: I si posés aquesta una miqueta més a la dreta o a l'esquerra? Jo provaria de fer-ho a la meva manera, oblidant Velázquez. La prova em duria segur a modificar la llum o a canviar-la, amb motiu d'haver canviat de lloc algun personatge. Així, de mica en mica, aniria pintant unes Meninas que serien detestables per al pintor d'ofici, però serien les meves Meninas. | » |
| — Picasso, 1950 | |   |

## Picasso i Velázquez

Las Meninas de Velázquez.

Picasso va ser un gran admirador de l'obra de Velázquez durant tota la seva vida. A finals del segle xix, Velázquez era considerat un pintor de referència. A l'entrada del Museo del Prado es va col·locar una escultura amb motiu del tercer centenari del naixement de Velázquez en implícita resposta a l'estàtua realitzada per Emmanuel Frémiet i col·locada davant la façana oriental del Museu del Louvre el 1892. En aquella època, pintors com Ramon Casas i revistes com Pèl & Ploma reivindicaven públicament la figura del mestre. Ja el 1895 Picasso va realitzar alguns esbossos amb versions o detalls d'obres del mestre, actualment, conservats al museu de Barcelona.
La primera vegada que Picasso va veure una obra de Velázquez cara a cara va ser durant l'estiu de 1895, quan va visitar el Museo del Prado amb tretze anys, en un viatge entre La Corunya i Màlaga. Segons va dir el mateix Picasso, «Vaig tenir l'oportunitat d'enfrontar-me, per primera vegada, als meus ídols. M'esperaven al Museo del Prado. Des d'aleshores em va quedar fixat a les retines, d'una manera obsessionant, el quadre de Velázquez Las Meninas. Crec que ja vaig prendre, encara que fos al subconscient, la decisió de realitzar la meva versió de Las Meninas. Que són les que ara estan, com a donació, a Barcelona.» L'artista aprofitaria la visita per dibuixar un parell d'esbossos dels caps dels personatges de El Bufó Calabacillas i El niño de Vallecas.
Un cop a Barcelona també pintaria obres basades o inspirades en la pintura de tradició espanyola, com El Sopar d'Emmaús o el Crist crucificat.
Dos anys més tard, l'octubre de 1897, Picasso es va instal·lar a Madrid i es va registrar al llibre de còpies del Museo del Prado, demanant copiar a Velázquez, de qui va fer diversos dibuixos i esbossos, com Còpia d'un retrat de Felip IV, pintat per Velázquez el 1652-1653, o un petit esbós de Las Meninas titulat Apunts d'obres de Velázquez, tots conservats al Museu Picasso. Fins i tot, a la cantonada d'un dels seus croquis, conegut com a Senaller, croquis i caricatures, apareix un esbós del famós Autoretrat de Velázquez de 1650.
Els anys posteriors Picasso continuaria realitzant obres on es pot veure clarament l'empremta de Velázquez i d'El Greco com per exemple a Vella asseguda, Cap de dona jove, o el dibuix que porta el títol "Greco, Velázquez, INSPIRARME" (diversos tipus hortolans). La influència s'allargaria durant gran part de la trajectòria artística de Picasso. Es pot notar en obres molt posteriors com Retrat de Jaume Sabartés amb gorgera i barret, de 1939, o en la litografia Retrat de Góngora, de 1947. Fins i tot després de finalitzar la sèrie de Las Meninas, la influència de Velázquez encara es pot veure en altres obres com Home assegut o en nombrosos gravats on apareixen personatges similars.
Durant la guerra civil espanyola Picasso, que llavors era director honorífic del Museo del Prado, tornaria a veure Las Meninas per última vegada. Seria a Ginebra, revisant el comboi d'obres evacuades de l'Estat Espanyol.

## Història
Durant tota la seva carrera artística, Picasso va beure dels seus mestres i referents: Goya, Toulouse-Lautrec, Degas, Ramon Casas i Velázquez. Interpretar les obres mestres dels seus pintors de referència era una mostra més de la tensió que l'artista mantenia entre el primitivisme i el classicisme.
Entre 1954 i 1963 Picasso va realitzar diverses interpretacions d'obres de grans artistes com Cranach, Courbet, Grünewald, El Greco, Rembrandt, Delacroix, Manet, Poussin, barrejant l'apropiacionisme amb la voluntat d'una revisió plàstica de la història de l'art. A més de Las Meninas, també versionaria obres com Le Retour de baptême de Le Nain, Les femmes d'Alger i El dinar campestre de Delacroix, Le déjeuner sur l'herbe de Manet o El rapte de les Sabines, entre d'altres, produint diverses sèries o suites.

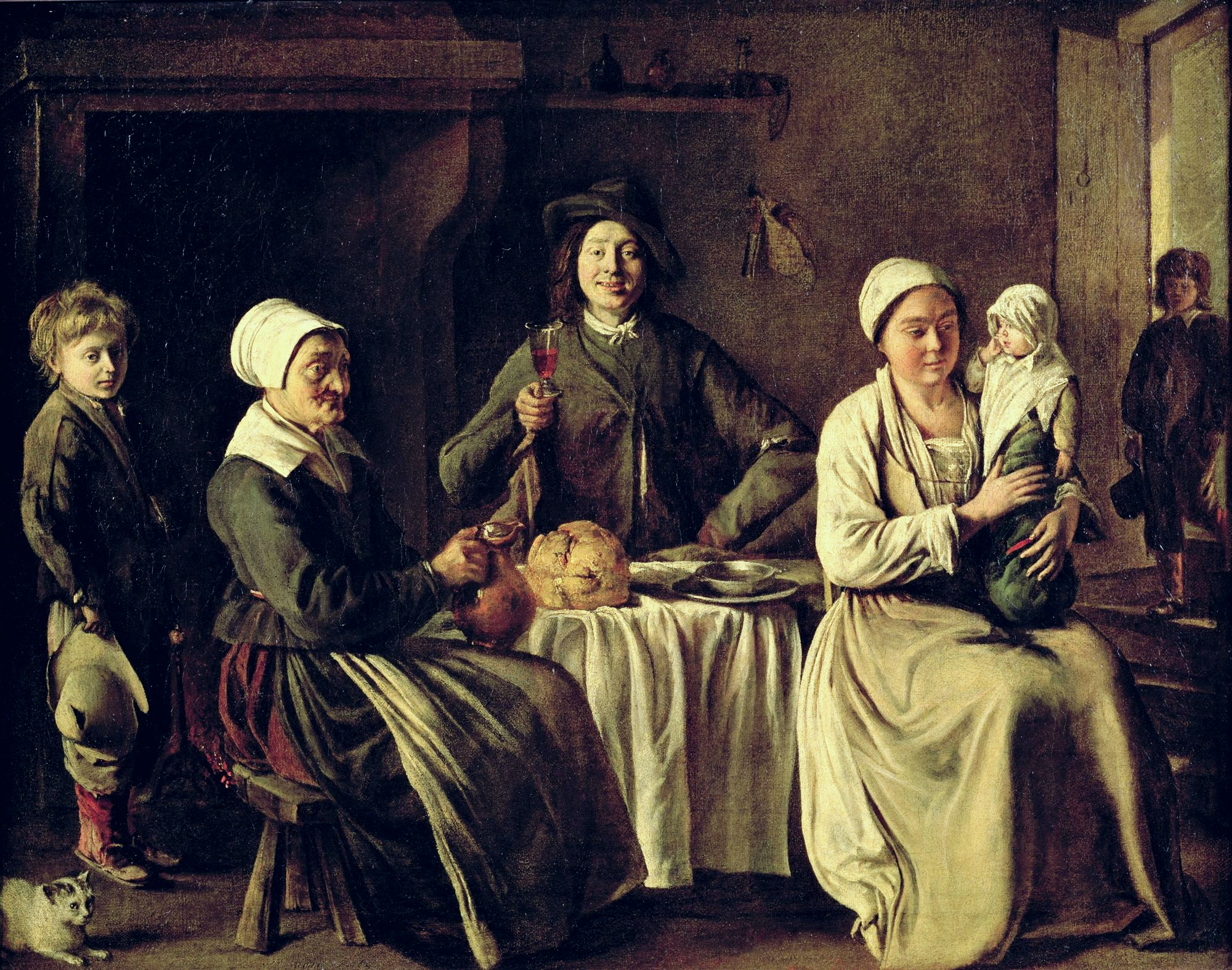
Le retour du baptême, de Louis Le Nain. Oli sobre tela (1642) Museu del Louvre
Les femmes d'Alger, d'Eugène Delacroix. Oli sobre tela (1834) Museu del Louvre
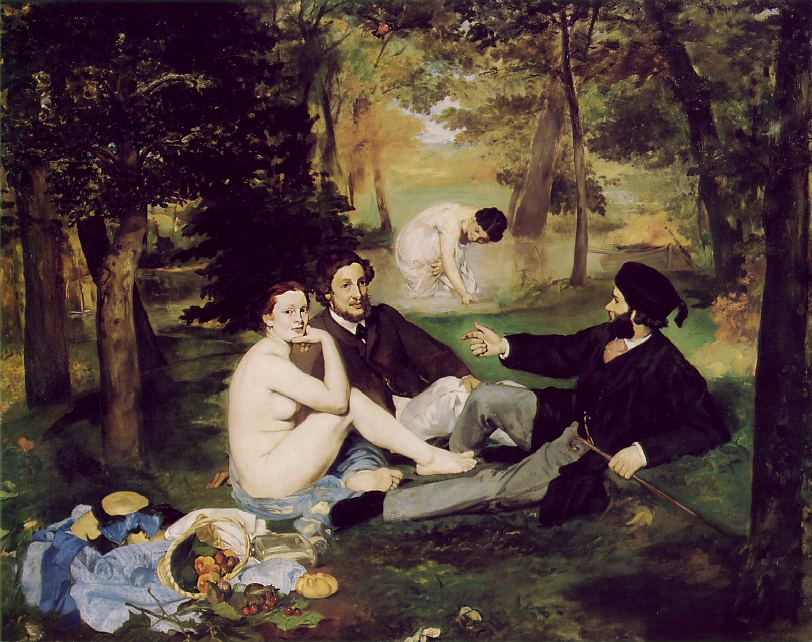
El dinar campestre, d'Édouard Manet. Oli sobre tela (1863) Museu d'Orsay
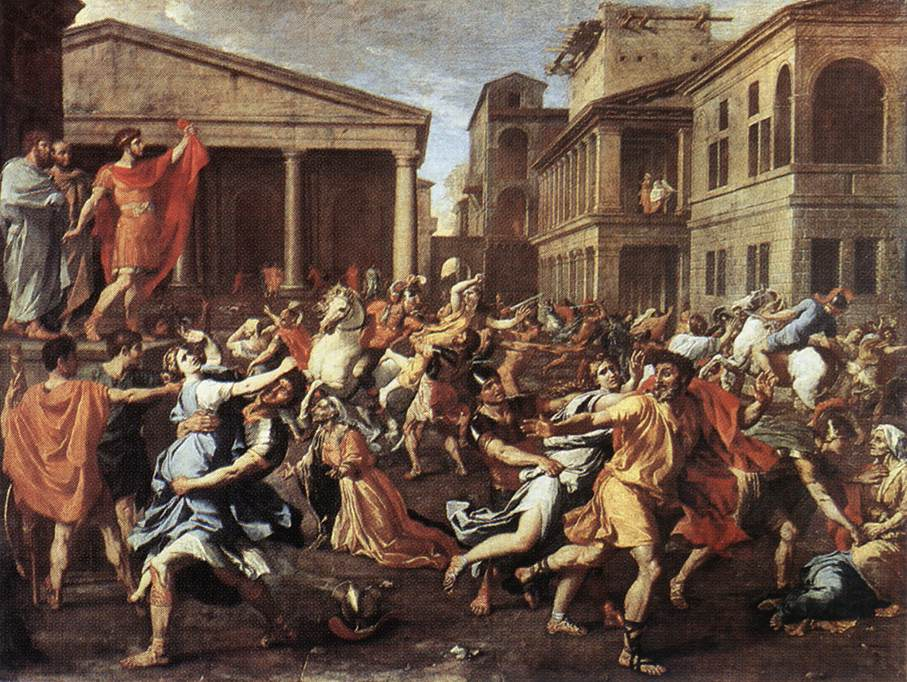
El Rapte de les Sabines, de Nicolas Poussin. Oli sobre tela (1637) Museu del Louvre

El 17 d'agost de 1957 Picasso va començar una sèrie amb 58 interpretacions de Las Meninas de Velázquez a la seva casa d'estiueig, La Californie, ubicada als afores de Cannes. En comptes de fer-ho al seu taller habitual, es va habilitar un nou taller a la segona planta de la casa, on va buscar l'aïllament per a la producció d'aquesta sèrie. Un dia abans, el 16 d'agost, havia fet l'únic dibuix preparatori que es coneix, donat per Catherine Hutin al Museu Picasso el 2009.
Per a realitzar aquesta suite, va encarregar a Sabartés que li aconseguís un ampliació fotogràfica en blanc i negre de l'obra de Velázquez, així com documentació diversa.
Entre agost i octubre no va convidar ningú al seu taller. Les persones que el van contactar durant aquell temps el recorden amb un humor neguitós, com si fos una persona posseïda. Diversos estudiosos senyalen que, quan Picasso va pintar la primera obra de la sèrie, tenia el Guernica al cap. El ritme de producció fou molt intens, però irregular. Podia estar-se diversos dies sense pintar i de cop realitzar 3 quadres en una sola jornada, datant minuciosament cadascuna de les obres. Picasso va trigar 4 mesos a pintar les 58 obres que componen la sèrie, pintant l'última el 30 de desembre de 1957.
Un any després, el setembre de 1958, el seu amic Jaume Sabartés publicaria el llibre Les Ménines et la vie, explicant el procés de creació de la suite. Entre el 22 de maig i el 27 de juny de 1959 la sèrie completa es va exposar per primera vegada a la Galeria Louise Leiris de París, propietat de Daniel-Henry Kahnweiler.
Més endavant, la sèrie s'exposaria a diverses galeries i museus d'arreu del món: el 1960, el British Art Council va organitzar una retrospectiva sobre Picasso a la Tate Gallery de Londres on, entre el 6 de juliol i el 18 de setembre es va mostrar la sèrie completa, junt amb altres obres del pintor malagueny. També viatjaria al Japó, on es va exposar a diverses ciutats. L'any 1966 tornaria a ser exposada a París, en una gran exposició retrospectiva sobre Picasso presentada al Grand Palais.

### Donació al Museu Picasso

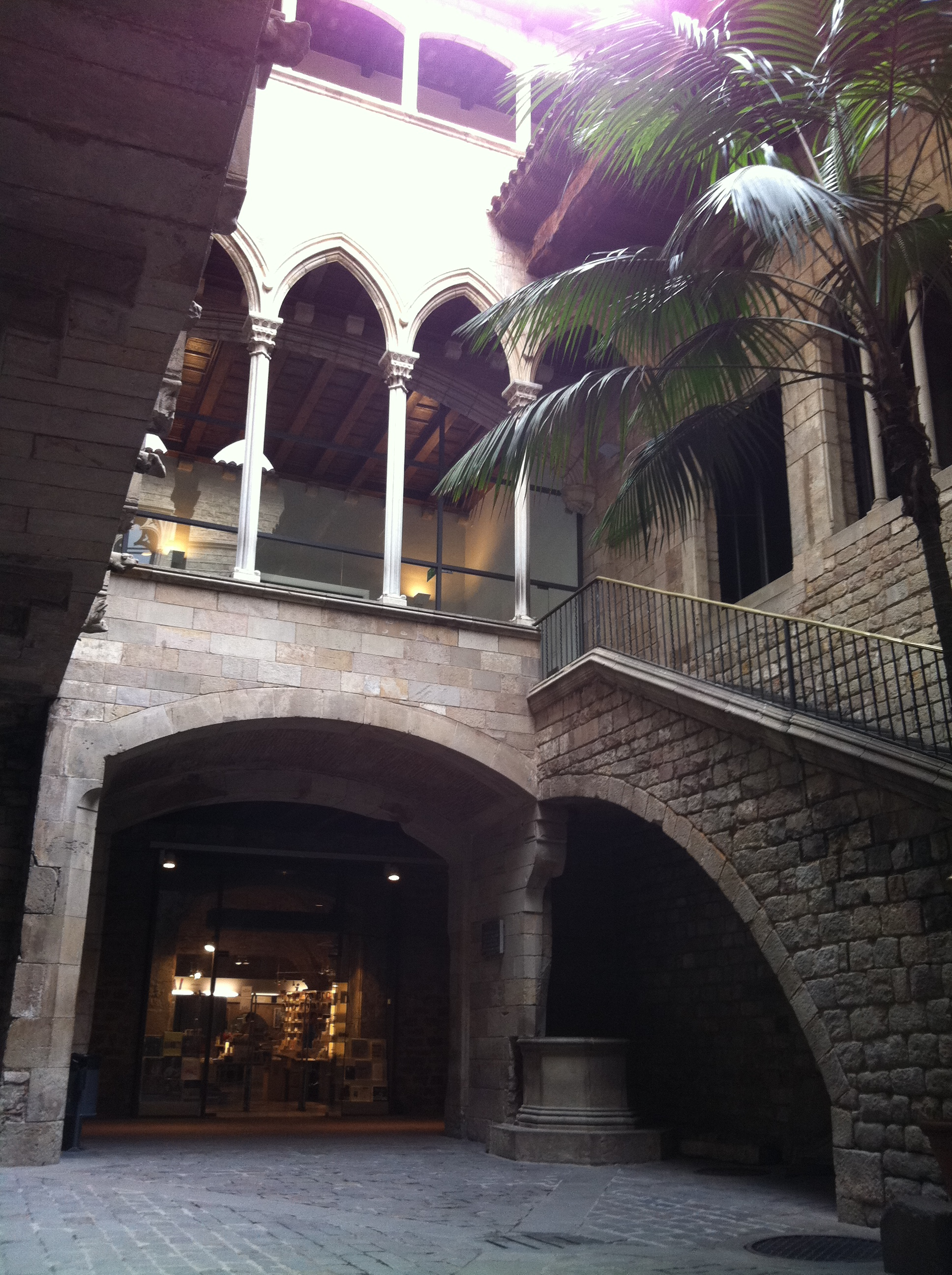
La suite es troba exposada al Museu Picasso de Barcelona.

El 13 de febrer de 1968 moriria Sabartés. Picasso li va voler fer un homenatge donant, tres mesos després de la seva mort, la sèrie completa de Las Meninas al Museu Picasso de Barcelona, juntament amb el Retrat blau de Jaume Sabartés i la promesa d'enviar una còpia de cada gravat que fes des de llavors, dedicant-los al seu amic, com ja venia fent des de feia anys. Segons Penrose, Picasso volia que la totalitat de la sèrie seguís unida i per això no havia venut cap de les 58 pintures que la integren i, també per aquest motiu les va donar al museu el 1968.
Joan Ainaud de Lasarte, llavors director general tècnic dels Museus de Barcelona, va rebre una trucada la nit del 2 de maig de 1968, on se'l citava a una entrevista urgent amb Picasso a Mougins. De seguida marxaria cap a França, acompanyat de Josep Lluís de Sicart, per parlar amb Picasso i fer efectiva l'entrega.
La suite va sortir de l'estació de Cannes el 8 de maig i va arribar a l'Estació de França de Barcelona en ferrocarril l'endemà, des d'on les obres es van traslladar directament al museu del carrer de Montcada. Tant la descàrrega com el trasllat van ser tema d'interès de la premsa i les televisions. Fins i tot el llavors alcalde Porcioles va fer una roda de premsa el dia 28 explicant l'arribada de les obres a la ciutat. Es tractava, segons Ainaud de Lasarte, de la donació més gran feta mai per un artista de renom en vida. Es van col·locar a diverses sales del Palau Aguilar.
Les obres es van poder veure públicament el dimarts
 4 de juny de 1970. Dies abans, el 31 de maig, va tenir lloc la presentació oficial, on van assistir membres de la Junta de Museus, representants del govern, crítics d'art i periodistes.
Durant els anys 70, el museu va anar guanyant reputació i visites, i la seva ubicació en antics palaus medievals va obligar a replantejar-se els sistemes d'exposició i circulació de persones. És per això que el 1976 l'Escola Eina va presentar una proposta per a l'exhibició de Las Meninas i un estudi de la imatge gràfica del museu. El projecte fou dirigit per Enric Steegman, tot i que no es va dur a terme.
El 2003 es van remodelar i adaptar els espais interiors de l'exposició permanent, tot creant nous espais expositius que permetessin la presència de llum natural. Es va crear la Gran Sala, cobrint i recuperant l'espai d'una terrassa del Palau Aguilar llavors en desús. En aquest nou espai es va instal·lar la suite de Las Meninas.
Més endavant, el 2008, es va presentar l'exposició temporal Oblidant Velázquez, on es van poder comparar les obres de Picasso amb les d'altres artistes també influenciats per Velázquez. Poc després de finalitzar aquesta exposició, algunes de Las Meninas més representatives de la sèrie van viatjar per formar part de dos grans exposicions sobre el mestre malagueny: Picasso et les Maîtres, al Grand Palais de París i tot seguit Picasso: Challenging the Past, exposada a la National Gallery de Londres.
El juny de 2009, quan les obres van tornar, es va aprofitar per presentar una nova ordenació de la suite. Es van reubicar algunes obres, ordenant la sèrie seguint un sistema de presentació cronològic i incorporant l'esbós del 16 d'agost que tot just havia sigut donat per Catherine Hutin al museu. També es va aprofitar per incorporar una nova retolació i nous emmarcats de les obres. La intenció inicial era presentar tota la sèrie seguint un criteri exclusivament cronològic, però les particularitats físiques de l'espai van obligar que el retrat de Jacqueline, els paisatges i els colomins s'exposessin per separat.

### Actualitat
Actualment Las Meninas de Picasso es troben exhibides en diferents sales del Palau Aguilar. A la Sala 12 es pot veure l'esbós fet el dia 16 d'agost i la primera i més gran obra de la sèrie. A la Sala 13 es mostren les diverses anàlisis de la infanta Margarita María. La Sala 14, coneguda com la Gran Sala, és on es presenten el gran gruix d'obres de la suite. Els colomins, els 3 paisatges i el Retrat de Jacqueline es poden veure a la Sala 16, juntament amb l'apartat Picasso Ceramista. Segons Malén Gual el sistema actual de presentació «permet veure com l'artista fa una introducció progressiva del color, al mateix temps que se simplifica la forma».

## Descripció
Las Meninas de Picasso és una sèrie formada per 58 teles de mides molt variades que està dividida en 45 interpretacions directes de l'obra de Velázquez, 9 obres de colomins, 3 paisatges i 1 retrat de Jacqueline. De les 45 obres basades directament en l'obra de Velázquez, 14 estan dedicades a la Infanta Margarida, 5 a Maria Agustina Sarmiento, 5 a Isabel de Velasco i les altres 21 són jocs de composicions on apareixen diversos personatges agrupats.

### Interpretacions directes

Conjunt número 1

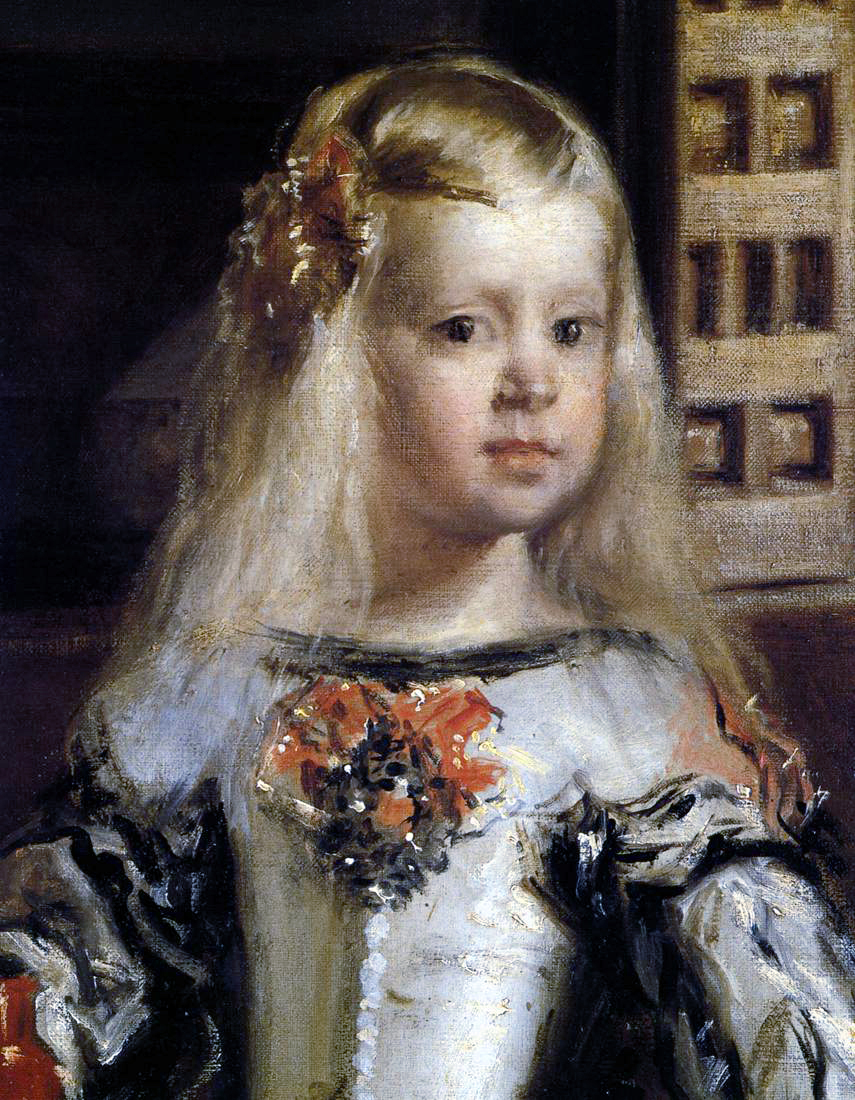
La infanta Margarita a l'obra de Velázquez.

- Variació núm. 1:[52] Picasso va començar la sèrie pintant un quadre en tons grisos de grans dimensions. De fet, era el quadre més gran que havia fet des del famós Guernica de 1937,[53] i on va fer servir la mateixa tècnica de la grisalla, també utilitzada en altres obres com Pintor i la seva model, actualment al Musée Picasso de París, o El taller de la Modista, conservat al Centre Georges Pompidou.[54] En aquesta primera interpretació, pintada en un sol dia, Picasso canvia el format vertical de l'obra de Velázquez per l'horitzontal, on aconsegueix un caràcter més narratiu de la història representada.[55] També modifica l'espai, la llum i els personatges. Cal destacar la importància que li dona a Velázquez, representant-lo amb una mida molt més gran, fins al punt que el seu cap arriba a tocar el sostre i destaca sobre manera al seu pit la gran creu de l'orde de Sant Jaume. A l'obra original l'acció se centra sobre la infanta Margarida, que aquí també manté un paper important. Els rostres de Maria Agustina Sarmiento i Isabel de Velasco els fa amb traços angulosos, que contraresten amb les cares rodones amb les que dibuixa a la infanta Margarida i als nans Mari Bárbola i Pertusato. A Marcela Ulloa i el seu acompanyant Diego Ruiz Azcona els mostra com a personatges fantasmagòrics, posats dintre d'una espècie de fèretres. Picasso ressalta els ganxos del sostre, donant la sensació d'una sala de tortures, mentre que a l'original de Velázquez passen gairebé desapercebuts, simplement són ganxos per a llums. Un altre dels canvis més destacats és que Picasso li dona un nou enfocament a l'obra en obrir els grans finestrals de la dreta, modificant la llum i color de tota l'escena.[56] Segons Palau i Fabre, el primer que fa Picasso en enfrontar-se amb Las Meninas és obrir les finestres, com fa una mestressa de casa quan obre una cambra massa closa.[57] Susan Grace opina que amb aquesta variació Picasso li va donar una empenta de 3 segles a l'obra de Velázquez.[58]

- Infanta Margarita.[59] És un dels personatges centrals del conjunt, i al que Picasso dedicarà més obres dins de la sèrie, un total de 14 entre el 20 d'agost i el 14 de setembre. És també un dels personatges de la família reial que més vegades va retratar Velázquez, ja que des de molt jove estava compromesa en matrimoni amb el seu oncle matern, Leopold I, qui vivia a Viena, i els seus retrats servien, un cop enviats, per informar sobre l'aspecte de la jove promesa. La infanta va ser retratada per primera vegada quan no havia complert encara els dos anys, l'obra original es conserva al Museu d'Història de l'Art de Viena i es considera com una de les joies de la pintura infantil.[60] Quan es van pintar Las Meninas, la infanta tenia cinc anys. Es creu que alguns dels retrats que li va dedicar Picasso podrien tenir certa influència de l'obra Retrat de Margueritte, pintada el 1907 per Henri Matisse.[61] Depenent de l'obra, Picasso la va retratar de cos sencer, només el bust, el tors, o de mig cos.[62] En aquestes obres, el pintor malagueny va analitzar les subtils dislocacions en la mirada del personatge mitjançant formes planes i geomètriques. Les primeres interpretacions estan fetes amb una paleta bàsica de grisos, i progressivament incorpora colors primaris i secundaris a les teles de petit format.[63] En els primers retrats, la nena mira a la dreta, en comptes de mirar a l'espectador, i progressivament va centrant la mirada.[64]

- Isabel de Velasco era la dama d'honor de la infanta Margarita, filla del comte de Fuensalida. A la pintura de Velázquez apareix en una actitud d'alerta amb relació a la infanta. Picasso la va retratar en 5 ocasions entre el 9 d'octubre i el 30 de desembre, dedicant-li l'última obra de la sèrie,[65] un retrat a cos sencer on el pintor fa servir una paleta de colors molt clàssica, amb tons marrons, apagats i amb unes pinzellades més fluides i relaxades acostant-se una mica més a les característiques de la pintura de Velázquez.[66] En els altres retrats, Picasso es concentra en retratar la seva actitud. Palau i Fabre diu que «són com un giny al moviment i als reenquadraments del món de la fotografia i el cinema».[67]

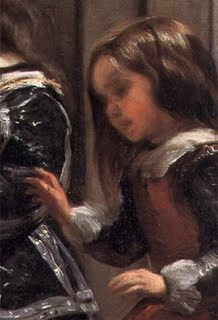
Pertusato a l'obra de Velázquez

- Maria Agustina Sarmiento. Dama d'honor, Maria Agustina era filla del comte de Salvatierra, i que més tard es casaria amb el comte de Peñaranda. A l'escena original està oferint aigua a la infanta, alhora que fa una lleugera inclinació davant seu. Entre el 20 d'agost i el 17 de novembre Picasso la representaria en 5 obres, sent el seu retrat del 20 d'agost la primera obra de la suite on el mestre empra el color.[68] L'última obra que Picasso li dedica és un retrat de cos sencer, on fa servir els mateixos tons que a la resta d'aparicions, verds, marrons i grisos.[69]

- Nicolasito Pertusato. Fou un nan d'origen milanès que va arribar a ésser ajudant de cambra del rei i va morir a l'edat de setanta-cinc anys. Una de les obres més destacades on apareix Pertusato és El piano,[70] on apareix convertit en pianista. Segons Ronald Penrose, Picasso li va confessar que havia vist al noi amb un piano i que no va parar fins que el va pintar. Es tracta d'una obra amb tons molt càlids on s'incorpora un element -el piano- inexistent a l'obra original, però que manté a Pertusato en una postura molt similar a la de l'obra de Velázquez. En aquesta obra també es pot veure el gos de Picasso. Palau i Fabre planteja que Pertusato com a pianista és un giny al ballet de Las Meninas on el pintor va conèixer a Olga Khokhlova, la seva primera dona.[71]

- Diego Velázquez. El pintor apareix a diverses obres, dret, davant d'un gran llenç, i amb la paleta i el pinzell a les seves mans. L'emblema que llueix al pit a l'obra original va ser pintat posteriorment quan, el 1659, se l'anomenà Cavaller de l'Orde de Sant Jaume. En la seva suite, Picasso el magnifica o l'elimina depenent del conjunt, donant-li presència o fent-lo desaparèixer de la seva pròpia obra.[72] Grace diu que Velázquez apareix a Las Meninas de Picasso en un procés de dissolució, ja que el malagueny l'ha suplantat com a autor.[73]

- Altres composicions.[74] Picasso recupera el conjunt en diverses ocasions. El dia 4 de setembre sintetitza a Velàzquez en dues ocasions, barrejant fons foscos amb personatges molt acolorits.[75] Entre les obres 28 i 39 es produeixen les obres més complexes de tota la suite. Són obres de dimensions considerables, on Picasso juga a incorporar i eliminar a l'artista, on torna a retratar tot el conjunt i a centrar-se només en algunes Meninas determinades, alternant entre la creació de les composicions més barroques i de les més simplificades de tota la sèrie. Palau i Fabre comenta que en el fons, el veritable protagonista d'aquest experiment és l'ús i transformació de l'espai.[76]

- Altres personatges:
  - María Bárbola (Maria Bárbara Asquín). Nana hidrocèfala, que a la mort de la seva senyora, la comtessa de Villerbal i Walther, va passar a formar part del servei de Palau "amb paga, racions i quatre lliures de neu durant l'estiu".[77] Tot i que a l'obra de Velázquez apareix fent una espècie de ganyota, Picasso la interpreta en diverses ocasions amb una mena de somriure. No li dedica cap retrat però si juga amb ella en els conjunts que realitza a finals d'octubre, pintant-li el vestit de color blau, inexistent fins al moment a la sèrie.[78]
  - Felip IV i la seva esposa Marianna d'Àustria apareixen reflectits en un mirall, col·locats al centre de l'obra. Picasso els retrata en poques ocasions. Al primer conjunt se'ls entreveu al fons, però en altres composicions apareixen representats com a simples punts o ni tan sols això, només apareix un requadre pintat amb un color llis al lloc on hi hauria d'haver el mirall.
  - Gos. A l'obra de Velázquez es pot observar en primer terme, un mastí espanyol de la família reial en actitud de repòs, sense inquietar-se en sentir damunt seu el peu de Pertusato. Picasso va canviar-lo pel seu gos, Lump, un dachshund que li havia regalat el seu amic i fotògraf Douglas Duncan. En les diverses interpretacions el retrata de color blanc, marró o gris, depenent de la versió, i el situa a la dreta de l'acció, al centre o fins i tot a l'esquerra.
  - Marcela de Ulloa i Diego Ruiz Azcona. A l'original Marcela apareix en segon terme amb vestit de vídua per la mort de Diego de Portocarrero. És l'encarregada de tenir cura de totes les donzelles que envoltaven la infanta Margarida. A l'escena conversa amb un altre personatge, Diego Ruiz Azcona, que es troba mig en la penombra. No és anomenat a la relació que va fer Antonio Palomino. Picasso retrata aquesta parella en diverses obres de la suite, reduint la seva expressió a simples prismes amb un asterisc o una creu fent de cara, convertint-los en testimonis de l'escena.[79]
  - José Nieto Velázquez. Aposentador reial per part de la reina, com ho era el mateix pintor per part del rei. A la pintura queda situat al fons, en una porta oberta per on entra la llum exterior.[80] Segons Palau i Fabre, en les versions de Picasso José Nieto va cap a la llum, s'escapa.[81]

### Colomins
Alguns estudis realitzats sobre Els colomins i els paisatges, com els de Claustre Rafart, consideren aquestes obres com una via per oxigenar l'artista. Els coloms són uns dels animals preferits del pintor. Rafart planteja que potser el colomí negre que apareix a diverses de les obres és una paràfrasi a la figura de José Nieto a Las Meninas de Velázquez. Palau i Fabre defensa que són un retorn a la vida exterior, un referent de llum que explica el món Mediterrani i que situa l'obra de Picasso en contraposició a l'entorn fosc i asfixiant dels alcàssers madrilenys. És per això que en els diversos quadres on apareixen els colomins es pot veure com l'artista treballa la llum a diverses hores del dia. Estudis més recents, com el de Sònia Villegas, plantegen aquestes obres com un continuum absolutament complementari, plantejant que no es poden entendre Las Meninas sense els colomins i viceversa. Malén Gual, al seu torn, comenta que, tot i semblar a simple vista un conjunt aliè a la sèrie, «una anàlisi detallada de la composició indica la seva importància en l'esdevenir del procés», ja que es poden trobar relacions entre les formes geomètriques del colomar i algunes de les interpretacions de conjunt.
Durant la seva carrera, Picasso va fer servir la figura del colom per a universalitzar el símbol de la pau. El 1949 Picasso va dissenyar una litografia on apareixia un colom blanc com a símbol de Pau amb motiu d'un congrés celebrat a París a favor de la pau. Grace també destaca que en aquesta part de la sèrie Picasso juga amb la dualitat entre el quadre i la finestra, com ja ho havia fet anteriorment homenatjant a Matisse; jugant amb l'interior i l'exterior, un tema recurrent durant tota la seva carrera i molt important en aquesta suite. Fins i tot planteja que en algunes obres els colomins situats a la base del quadre recorden o parodien el conjunt de Meninas.

### Paisatges

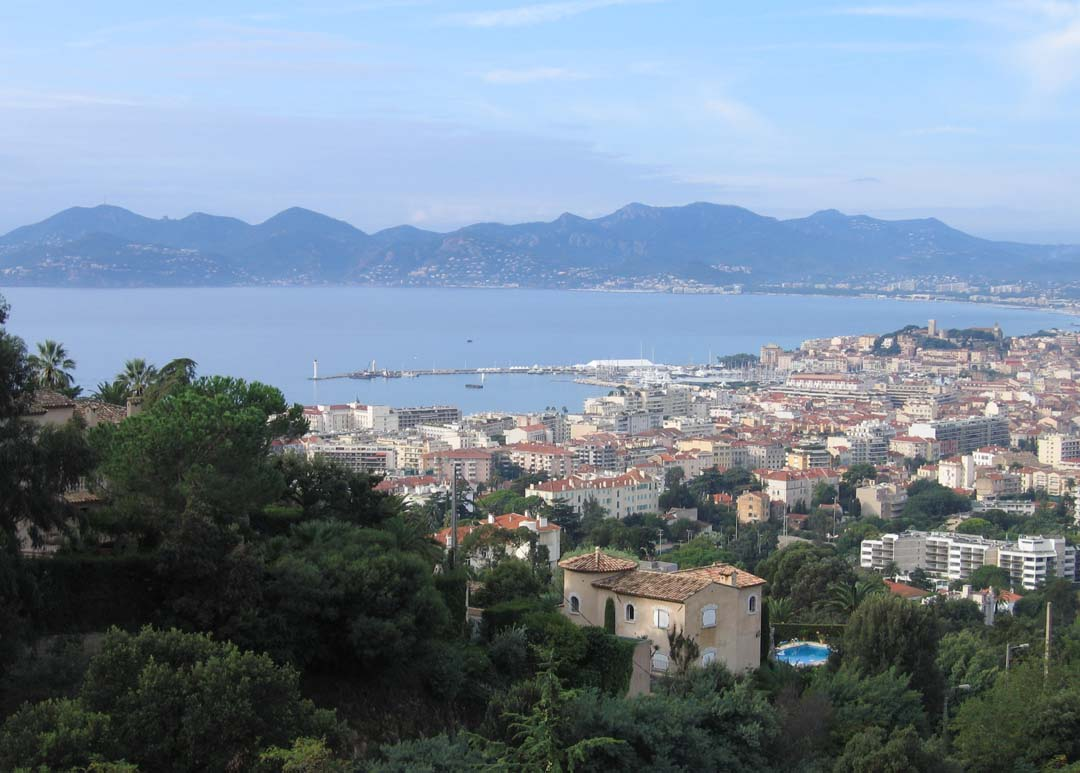
Vista general de Cannes des del barri de La Californie.

Els tres Paisatges van ser pintats íntegrament el 2 de desembre. Es tracta de vistes del seu jardí privat. Anàlisis anteriors de l'obra plantejaven que Picasso va intentar descansar del seu propi projecte amb aquestes obres, tornant a mirar a fora i fixant-se en el que veia per la finestra. Estudis més recents plantegen que els paisatges són una manera de comparar la foscor dels alcàssers de la Meseta amb la llum del Mediterrani, anàlisi també utilitzada en la composició dels colomins.

### Jacqueline
El Retrat de Jacqueline és una de les últimes obres de la sèrie. Picasso va fer un retrat de Jacqueline -un dels aproximadament dos-cents que li dedicaria al llarg de la seva vida- en agraïment per tot el suport que li va donar durant el procés creatiu de la suite. Es tracta d'un quadre on apareix pintat un marc de color groc i blanc, amb uns colors de fons vius, vermells, blaus i negre, on Jacqueline apareix amb un mocador verd. Es creu que és un giny a la figura del mirall que apareix a l'obra de Velázquez, ja que Jacqueline fou l'única persona que el va observar durant els mesos que va estar pintant la sèrie, igual que els reis Felip IV i Marianna contemplaven Velázquez mentre treballava. Palau i Fabre el compara amb un retrat d'Ariadna, d'una antimenina. Segons Malén Gual, la ubicació actual de l'obra dins del museu «és una paràfrasi del reflex dels Reis al mirall i un homenatge a la dona de l'artista, suposa el clímax de la sèrie i el nexe d'unió amb el conjunt de ceràmiques donades al museu per la mateixa Jacqueline Picasso.» El 10 de març de 1959, dos anys després de finalitzar la sèrie, Picasso pintaria encara un altre dibuix basat en Las Meninas, Retrat de Jacqueline vestida de Menina.

## Anàlisi
Segons alguns estudis, la suite constitueix un estudi exhaustiu on entren en joc el ritme, els colors, el moviment i la imaginació, sense perdre el respecte a l'obra original en cap moment. Picasso va anar analitzant durant les 58 obres com Velázquez havia tractat temes com la llum, el volum, l'ocupació de l'espai o la perspectiva. Durant els anys posteriors a la seva creació, la sèrie de Las Meninas de Picasso ha estat objecte d'estudi i d'anàlisi per desenes d'historiadors de l'art, literats i fins i tot filòsofs. Aquí es recullen algunes interpretacions:
- John Berger va criticar fortament a Picasso quan el 1965 va dir «Ja no té res propi a dir. Per això reprèn els temes dels quadres d'altres pintors»[94][95]
- Jonathan Brown comenta que documentar l'obsessió de Picasso pels mestres espanyols no és gens difícil, però sí que ho és avaluar l'impacte que aquests van tenir a la seva obra.[96] Per a Brown Las Meninas són el resultat d'un col·loqui vitalici de Picasso amb els seus avantpassats artístics.[97]
- Alexandre de Cirici, al seu torn, va publicar un article a la revista Serra d'Or comentant les diferències entre ambdues obres, analitzant el color, el grafisme, la llibertat. Cirici argumenta que Picasso representa en Margarida com la dona pura, símbol de la netedat de cor i de la no-violència, de la humanitat espontània. Al seu voltant, hi ha el món de l'absolutisme, fet d'orgull, de baixes, d'aprofitament i de violència. També interpreta que els balcons són el contrapunt lluminós de l'absolutisme de la meseta. L'escriptor cita la frase de Picasso: A Madrid tenen les de Velázquez, a Barcelona tindran les meves.[98]

- Segons Ainaud de Lasarte, en el seu article Las Meninas de Picasso en Barcelona, publicat a la revista Miscelanea Barcinonensia el 1968, «aquesta sèrie és el més gran esforç interpretatiu mai realitzat pel pintor malagueny».

- Michel Foucault interpreta Las Meninas com «Una representació de la representació clàssica», convertint-se en una representació en la seva forma pura. Els seus plantejaments, però, han estat analitzats i debatuts per altres historiadors de l'art en els últims anys.[99]

- Susan Grace Galassi considera que Picasso, mitjançant la sèrie, reconeix la descreença de l'artista modern en el poder de la pintura per representar plenament el món i per parlar amb veu pròpia, i es plany de la fi de la seva pròpia etapa de producció d'obres mestres. La formal serial d'aquestes variacions, en què cada obra anul·la l'anterior, pressuposa l'absència de certeses.[100] Per a Grace, Picasso es recolza en una qualitat bàsica de l'obra de Velázquez, la seva inestabilitat, en el seu guió obert, la seva ambigüitat. Per això Picasso analitza l'obra, la mira des de múltiples punts de vista, la multiplica per explicar les desenes d'històries que l'original amaga.[101]

- Malén Gual, conservadora del Museu Picasso, destaca el procés de creació de la suite, on «les dues primeres obres, el dibuix preparatori i el conjunt número 1 són les més completes. (...) El desenvolupament i estudi dels personatges fou posterior, contravenint el procés més freqüent d'estudiar les parts per concloure amb el tot». Segons Gual, «Les diverses versions dels personatges, en solitari o en grup i les representacions de conjunt no són, doncs, estudis preparatoris, sinó que, independentment de les seves dimensions o simplicitat, adquireixen la mateixa importància que el quadre major.»[51]

- Julián Gállego, en un article publicat en la Revista Goya el 1959, defensa que Picasso s'hagi basat en un quadre de museu com a objecte d'anàlisi, argumentant que tots els grans mestres, tant músics com pintors, ho han fet al llarg de la història. Fins i tot el crític comenta en la seva crònica que Picasso es va anar progressivament cansant de la sèrie, veient la freqüència amb què va començar pintant i com es va anar allargant i dilatant durant la tardor. També respecta l'opinió de Camón Aznar, qui diu que Picasso "ha retorçat el coll de la pintura" original, fent-li un homenatge a Velázquez en el tercer centenari del seu naixement.

- Segons Robert S. Lubar, Picasso va percebre la inestable divisòria entre visualitat i textualitat que constitueix un dels trets distintius de Las Meninas.[102]

- Per André Malraux, Las Meninas de Picasso són més un treball demiúrgic que un treball pictòric.[103]

- Josep Palau i Fabre opina que la ciutat de Barcelona està en deute amb l'artista arran d'aquesta magnífica donació. Per a l'historiador, Picasso supera en aquesta suite una crisi personal, ja que en pocs anys s'havia separat de Françoise Gillot (1953), s'havia enamorat de Jacqueline (1954) i Olga Koklova havia mort (1955). Per això, «Moltes de Las Meninas de Picasso són Picasso sense l'amor, que és com dir que els falta un ingredient especial. El pintor hi és, la imaginació i és i, amb tot a voltes ell sembla absent de l'obra, no trobem aquell escalfor que acostuma a comunicar-nos». Diu que Picasso travessa un laberint en aquesta sèrie.[104]

- Roland Penrose comenta que en una conversa amb Picasso, ell li argumenta que Velázquez no està pintant les Meninas, sinó als reis, les Meninas estan al taller observant com els reis són retratats:

| «               | Observa i procura descobrir on cada un està situat. Velázquez apareix al quadre, però en realitat ha de ser fora; dona l'esquena a la infanta, que d'entrada diríem que ha de ser el seu model. És davant d'una gran tela en la qual sembla que treballa, però nosaltres la veiem per darrere i no podem saber què pinta. L'única explicació és que pinta el rei i la reina, que només es veuen reflectits al mirall del fons de la sala. (...) Així doncs, Velázquez no pinta Las Meninas. Les noies s'han aplegat vora seu no pas per posar, sinó per veure aquest quadre del rei i la reina, al costat dels quals som nosaltres | » |
| — Picasso, 1958 | |   |

- Valentín Roma va fer una xerrada al Museu Picasso de Barcelona, dins del cicle Mirades sobre la col·lecció, on va plantejar que per a ell la suite de Picasso és una mena de diari d'adolescent, on es recullen salts des de conceptes intranscendents fins a estructurals, des d'anecdòtics fins a definitoris, i que es troben d'alguna manera en aquestes pintures. Segons Roma, «fent aquest experiment Picasso va humanitzar l'obra mestra de Velázquez, però, tot i poder-ho fer, no va destrossar l'obra. És simplement un exercici de llibertat i de coneixement.»[106]

## La sèrie
| #  | Registre   | Obra                                                                  | Data       | Format         | Mides (cm) | Zervos XVII  |
| -- | ---------- | --------------------------------------------------------------------- | ---------- | -------------- | ---------- | ------------ |
| 1  | MPB 70.433 | Las Meninas (conjunt)                                                 | 17/08/1957 | Oli sobre tela | 194 × 260  | 351          |
| 2  | MPB 70.434 | Las Meninas (infanta Margarita María)                                 | 20/08/1957 | Oli sobre tela | 100 × 81   | 353          |
| 3  | MPB 70.435 | Las Meninas (María Agustina Sarmiento)                                | 20/08/1957 | Oli sobre tela | 46 × 37.5  | 352          |
| 4  | MPB 70.436 | Las Meninas (infanta Margarita María)                                 | 21/08/1957 | Oli sobre tela | 100 × 81   | 356          |
| 5  | MPB 70.437 | Las Meninas (infanta Margarita María)                                 | 22/08/1957 | Oli sobre tela | 33 × 24    | 354          |
| 6  | MPB 70.438 | Las Meninas (infanta Margarita María)                                 | 26/08/1957 | Oli sobre tela | 41 × 32,5  | 357          |
| 7  | MPB 70.439 | Las Meninas (infanta Margarita María)                                 | 27/08/1957 | Oli sobre tela | 40,5 × 33  | 355          |
| 8  | MPB 70.440 | Las Meninas (infanta Margarita María)                                 | 27/08/1957 | Oli sobre tela | 33 × 24    | 361          |
| 9  | MPB 70.441 | Las Meninas (infanta Margarita María)                                 | 27/08/1957 | Oli sobre tela | 33 × 24    | 359          |
| 10 | MPB 70.442 | Las Meninas (infanta Margarita María)                                 | 28/08/1957 | Oli sobre tela | 18 × 14    | 358          |
| 11 | MPB 70.443 | Las Meninas (infanta Margarita María)                                 | 28/08/1957 | Oli sobre tela | 18 × 14    | 360          |
| 12 | MPB 70.444 | Las Meninas (infanta Margarita María)                                 | 04/09/1957 | Oli sobre tela | 35 × 27    | 365          |
| 13 | MPB 70.445 | Las Meninas (composició central)                                      | 04/09/1957 | Oli sobre tela | 35 × 27    | 363          |
| 14 | MPB 70.446 | Las Meninas (conjunt)                                                 | 04/09/1957 | Oli sobre tela | 46 × 37,5  | 364          |
| 15 | MPB 70.447 | Las Meninas (infanta Margarita María)                                 | 05/09/1957 | Oli sobre tela | 35 × 27    | 366          |
| 16 | MPB 70.448 | Las Meninas (infanta Margarita María)                                 | 06/09/1957 | Oli sobre tela | 41 × 32,5  | 367          |
| 17 | MPB 70.449 | Las Meninas (infanta Margarita María)                                 | 06/09/1957 | Oli sobre tela | 46 × 37,5  | 362          |
| 18 | MPB 70.450 | Els colomins                                                          | 06/09/1957 | Oli sobre tela | 100 × 80   | 394          |
| 19 | MPB 70.451 | Els colomins                                                          | 06/09/1957 | Oli sobre tela | 100 × 80   | 395          |
| 20 | MPB 70.452 | Els colomins                                                          | 07/09/1957 | Oli sobre tela | 33 × 24    | 398          |
| 21 | MPB 70.453 | Els colomins                                                          | 07/09/1957 | Oli sobre tela | 100 × 80   | 396          |
| 22 | MPB 70.454 | Els colomins                                                          | 07/09/1957 | Oli sobre tela | 80 × 100   | No catalogat |
| 23 | MPB 70.455 | Els colomins                                                          | 11/09/1957 | Oli sobre tela | 129 × 97   | 397          |
| 24 | MPB 70.456 | Els colomins                                                          | 14/09/1957 | Oli sobre tela | 100 × 80   | 399          |
| 25 | MPB 70.457 | Els colomins                                                          | 12/09/1957 | Oli sobre tela | 100 × 80   | 400          |
| 26 | MPB 70.458 | Els colomins                                                          | 12/09/1957 | Oli sobre tela | 145 × 113  | 401          |
| 27 | MPB 70.459 | Las Meninas (infanta Margarita María)                                 | 14/09/1957 | Oli sobre tela | 100 × 81   | 368          |
| 28 | MPB 70.460 | Las Meninas (conjunt sense Velázquez)                                 | 15/09/1957 | Oli sobre tela | 129 × 161  | 369          |
| 29 | MPB 70.461 | Las Meninas (María Agustina Sarmiento i infanta Margarita María)      | 17/09/1957 | Oli sobre tela | 32,5 × 41  | 371          |
| 30 | MPB 70.462 | Las Meninas (conjunt sense Velázquez)                                 | 17/09/1957 | Oli sobre tela | 129 × 161  | 370          |
| 31 | MPB 70.463 | Las Meninas (conjunt)                                                 | 18/09/1957 | Oli sobre tela | 129 × 161  | 372          |
| 32 | MPB 70.464 | Las Meninas (conjunt)                                                 | 19/09/1957 | Oli sobre tela | 161 × 129  | 373          |
| 33 | MPB 70.465 | Las Meninas (conjunt)                                                 | 02/10/1957 | Oli sobre tela | 161 × 129  | 374          |
| 34 | MPB 70.466 | Las Meninas (conjunt)                                                 | 03/10/1957 | Oli sobre tela | 129 × 161  | 375          |
| 35 | MPB 70.467 | Las Meninas (Isabel de Velasco)                                       | 09/10/1957 | Oli sobre tela | 65 × 54    | 377          |
| 36 | MPB 70.468 | Las Meninas (María Agustina Sarmiento)                                | 09/10/1957 | Oli sobre tela | 65 × 54    | 376          |
| 37 | MPB 70.469 | Las Meninas (María Agustina Sarmiento i infanta Margarita María)      | 10/10/1957 | Oli sobre tela | 92 × 73    | 379          |
| 38 | MPB 70.470 | Las Meninas (María Agustina Sarmiento)                                | 10/10/1957 | Oli sobre tela | 73 × 55    | 378          |
| 39 | MPB 70.471 | Las Meninas (María Agustina Sarmiento)                                | 10/10/1957 | Oli sobre tela | 115 × 89   | 380          |
| 40 | MPB 70.472 | El Piano                                                              | 17/10/1957 | Oli sobre tela | 130 × 96   | 404          |
| 41 | MPB 70.473 | Las Meninas (Nicolasito Pertusato)                                    | 24/10/1957 | Oli sobre tela | 61 × 50    | 382          |
| 42 | MPB 70.474 | Las Meninas (Isabel de Velasco, María Bárbola i Nicolasito Pertusato) | 24/10/1957 | Oli sobre tela | 130 × 96   | 383          |
| 43 | MPB 70.475 | Las Meninas (Isabel de Velasco, María Bárbola i Nicolasito Pertusato) | 24/10/1957 | Oli sobre tela | 130 × 96   | 384          |
| 44 | MPB 70.476 | Las Meninas (Isabel de Velasco, María Bárbola i Nicolasito Pertusato) | 24/10/1957 | Oli sobre tela | 130 × 96   | 381          |
| 45 | MPB 70.477 | Las Meninas (Isabel de Velasco i María Bárbola)                       | 08/11/1957 | Oli sobre tela | 130 × 96   | 385          |
| 46 | MPB 70.478 | Las Meninas (infanta Margarita María i Isabel de Velasco)             | 15/11/1957 | Oli sobre tela | 130 × 96   | 386          |
| 47 | MPB 70.479 | Las Meninas (conjunt sense Velázquez)                                 | 15/11/1957 | Oli sobre tela | 130 × 96   | 387          |
| 48 | MPB 70.480 | Las Meninas (conjunt sense Velázquez ni María Bárbola)                | 17/11/1957 | Oli sobre tela | 35 × 27    | 388          |
| 49 | MPB 70.481 | Las Meninas (María Agustina Sarmiento)                                | 17/11/1957 | Oli sobre tela | 24 × 19    | 389          |
| 50 | MPB 70.482 | Las Meninas (Isabel de Velasco)                                       | 17/11/1957 | Oli sobre tela | 24 × 19    | 392          |
| 51 | MPB 70.483 | Las Meninas (Isabel de Velasco)                                       | 17/11/1957 | Oli sobre tela | 27 × 22    | 393          |
| 52 | MPB 70.484 | Las Meninas (Isabel de Velasco)                                       | 17/11/1957 | Oli sobre tela | 24 × 19    | 390          |
| 53 | MPB 70.485 | Las Meninas (Isabel de Velasco i Nicolasito Pertusato)                | 17/11/1957 | Oli sobre tela | 24 × 19    | 391          |
| 54 | MPB 70.486 | Paisatge                                                              | 02/12/1957 | Oli sobre tela | 14 × 17,5  | 407          |
| 55 | MPB 70.487 | Paisatge                                                              | 02/12/1957 | Oli sobre tela | 14 × 18    | 406          |
| 56 | MPB 70.488 | Paisatge                                                              | 02/12/1957 | Oli sobre tela | 16 × 22    | 405          |
| 57 | MPB 70.489 | Retrat de Jacqueline                                                  | 03/12/1957 | Oli sobre tela | 116 × 89   | 408          |
| 58 | MPB 70.490 | Las Meninas (Isabel de Velasco)                                       | 30/12/1957 | Oli sobre tela | 33 × 24    | 444          |

## Exposicions

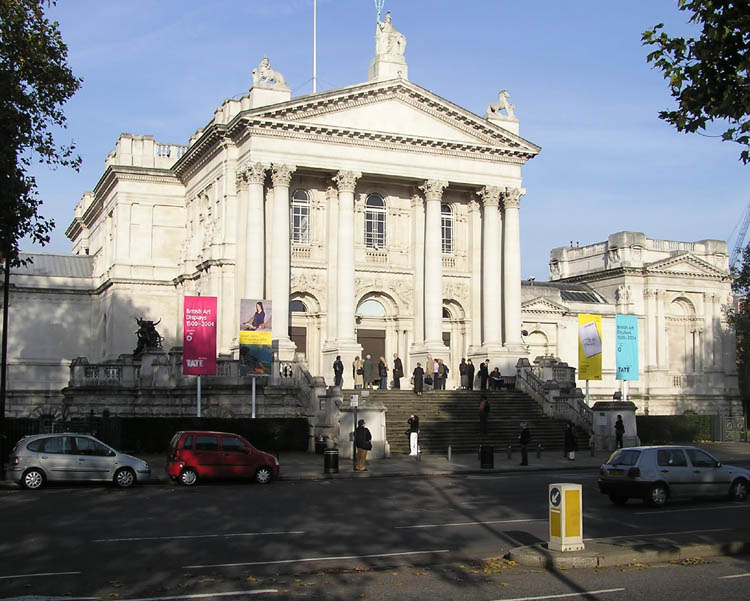
La Tate Gallery, actualment anomenada Tate Britain.

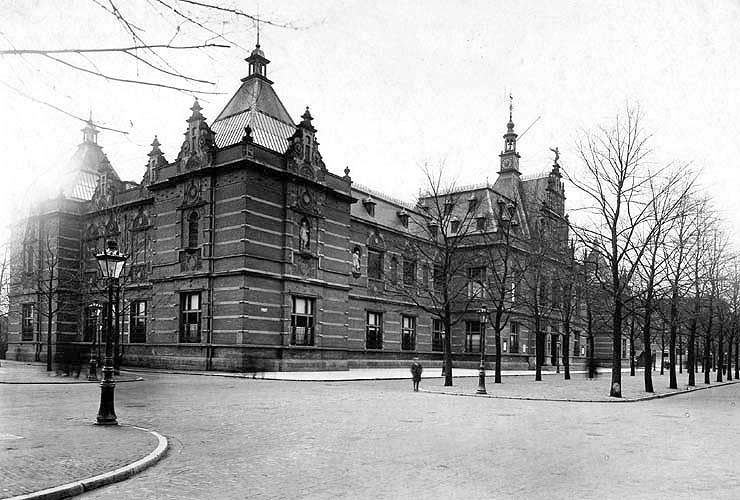
Stedelijk Museum, a Amsterdam

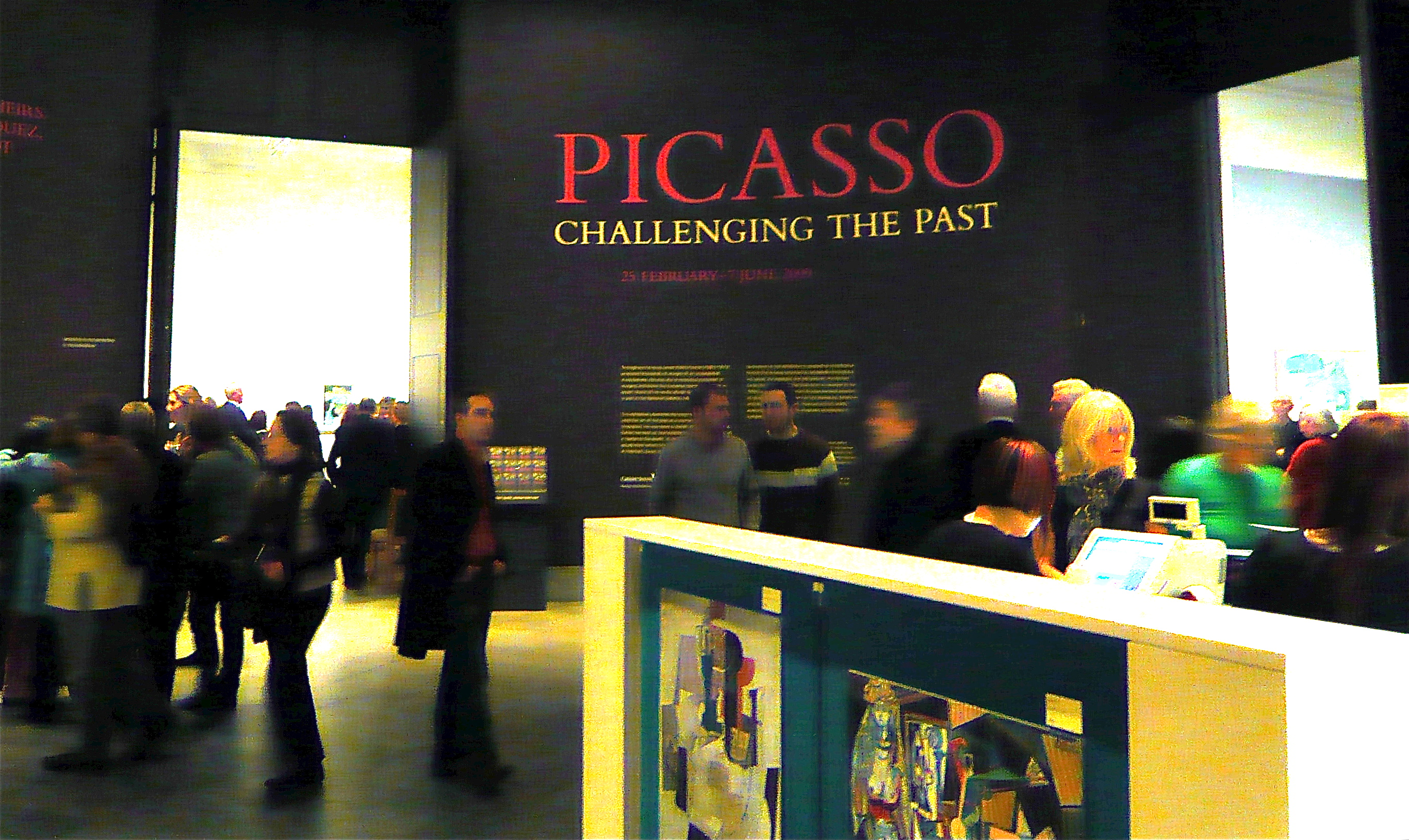
Picasso: Challenging the past, on es van mostrar algunes de Las Meninas de la sèrie.

La suite s'ha mostrat en conjunt a les següents exposicions:
- 1959 - Les Menines, Galeria Louise Leiris, París. Del 22 de maig al 26 de juny.
- 1960 - Picasso, Tate Gallery, Londres. Del 6 de juliol al 18 de setembre.
- 1964 - Pablo Picasso. Exhibition Japan 1964, Museu Nacional d'Art Modern de Tòquio, Japó. Del 23 de maig al 5 de juliol.
- 1964 - Pablo Picasso. Exhibition Japan 1964, Museu Nacional d'Art Modern de Kyoto, Japó. Del 10 de juliol al 2 d'agost.
- 1964 - Pablo Picasso. Exhibition Japan 1964, Museu d'Art de la Prefectura de Nagoya, Japó. Del 7 d'agost al 18 d'agost.
- 1966 - 1967 - Hommage à Pablo Picasso, Grand Palais, París. Del 19 de novembre al 12 de febrer.[108]
- 1967 - Stedelijk Museum Amsterdam. Del 4 de març al 30 d'abril.[109][110]
- 1968 - Museu Picasso, Barcelona. Exposició Permanent
- 2008 - Oblidant Velázquez: Entre el 16 de maig i el 28 de setembre de 2008 es va realitzar una exposició al Museu Picasso de Barcelona on s'explicava la influència de l'obra de Velázquez i Picasso en altres artistes contemporanis, tenint com a eix central a Las Meninas. A l'exposició, dividida en dues seccions, es van poder veure per un costat obres de pintors del segle xvii espanyol, com Velázquez, Carreño o Mazo, i per l'altre algunes de Las Meninas de Picasso al costat de produccions més contemporànies, amb obres d'artistes com Francisco de Goya, Michael Craig-Martin, Josep Maria Sert, Richard Hamilton, Thomas Struth o l'Equip Crònica, entre d'altres. Va ser comissariada per Gertje Utley i Malén Gual.

Tot i això, hi ha diverses obres de la suite que han format part d'altres exposicions. Aquí es detallen les més rellevants:
- 1980 - Picasso: A Retrospective, MoMA, Nova York. Del 22 de maig al 16 de setembre.[111]
- 1981 - Picasso 1881-1973. Exposició Antològica, Museo Español de Arte Contemporáneo, Madrid. Novembre a desembre.[112]
- 1985 - La peinture après 1940. Stedelijk Museum, Amsterdam (Països Baixos) Del 14 de desembre al 14 de d'abril de 1985.[113]
- 1985 - Picasso, Miró, Dalí. Palais des Beaux-Arts de Charleroi, Charleroi (Bèlgica). Del 25 de setembre al 22 de desembre.[114]
- 1988 - Picasso a la Unió Soviètica. Museu Nacional d'Art Pushkin, Moscou, (Rússia). Del 30 de novembre al 31 de gener de 1989.[115]
- 2006 - Picasso. Tradición y vanguardia. Museo Nacional del Prado, Madrid (Espanya). Del 5 de juny al 10 de setembre.[116]
- 2008 - Picasso et les Maîtres. Grand Palais, París (França). Del 6 d'octubre al 2 de febrer de 2009.[117]
- 2009 - Picasso: Challenging the past. National Gallery, Londres, (Gran Bretanya), Del 25 de febrer al 7 de juny.[118]
- 2010 - Picasso: Peace and Freedom. Tate Liverpool, Liverpool (Gran Bretanya). Del 21 de maig al 30 d'agost.[115]

## Altres versions

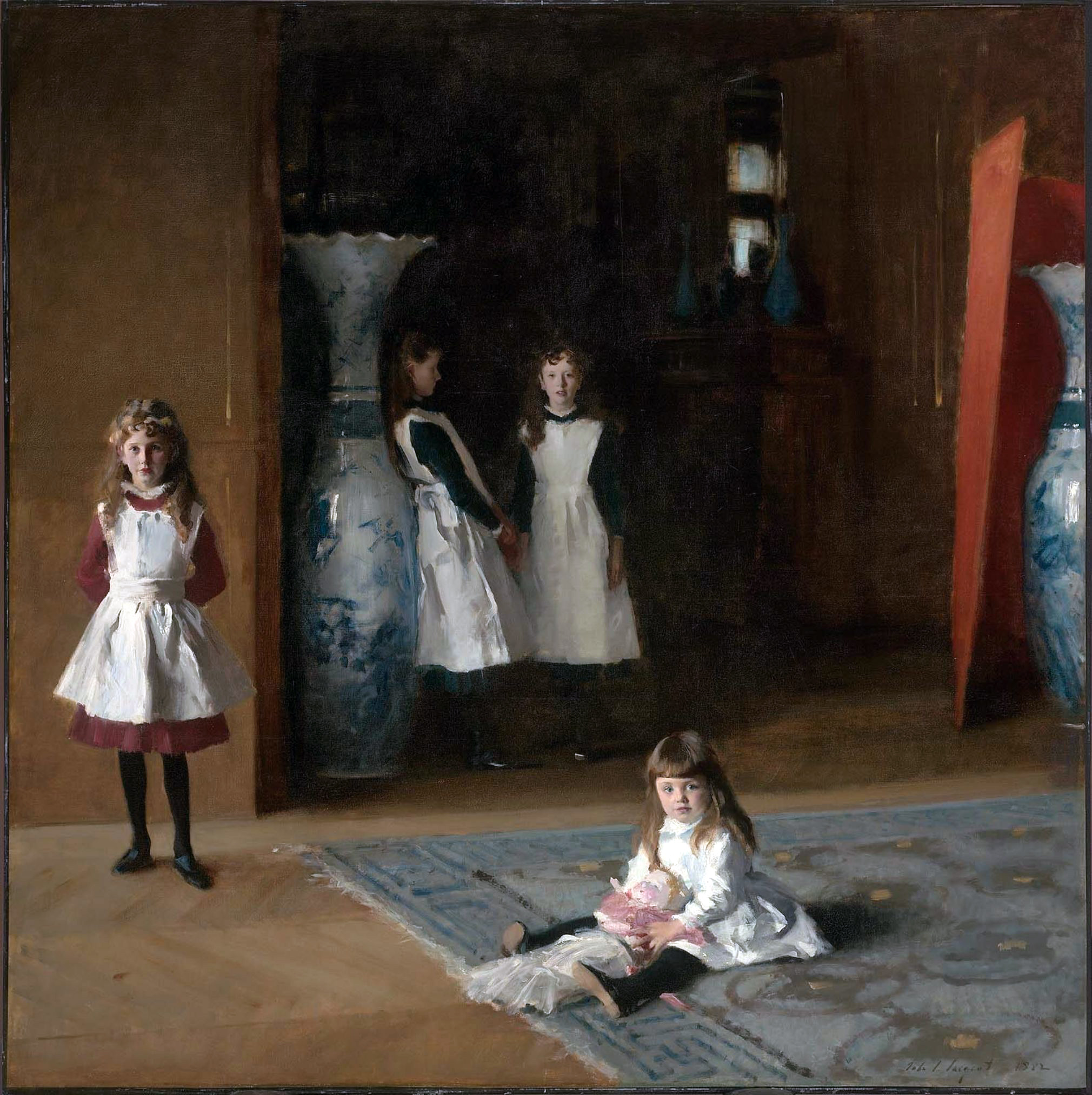
The Daughters of Edward Darley Boit de John Singer Sargent.

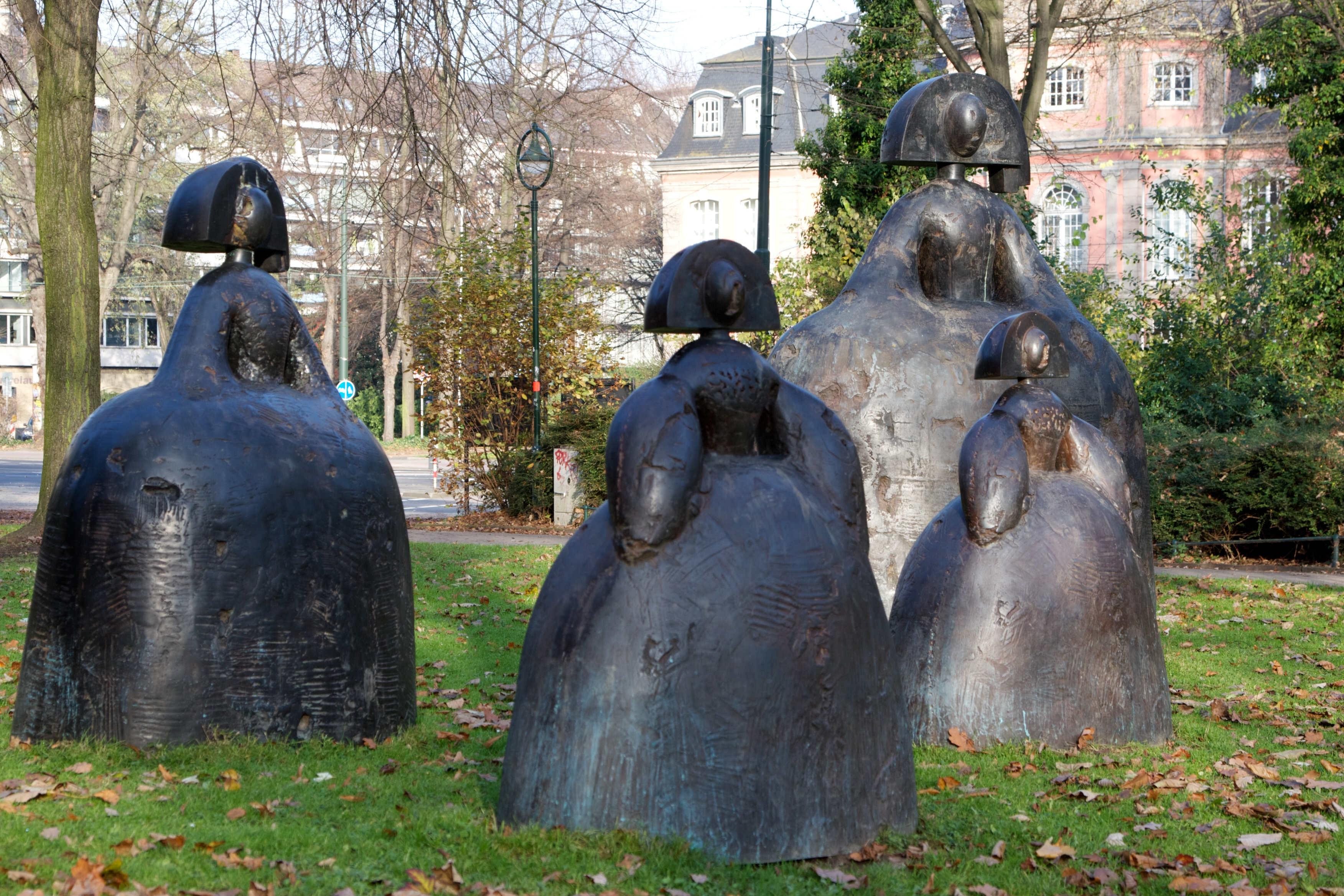
Meninas de Manolo Valdés.

Whistler in his studio de James Abbott McNeill Whistler.

Las Meninas de Velázquez han servit de font d'inspiració no només a Picasso. El primer seguidor de Velázquez va ser sens dubte el seu gendre Juan Bautista del Mazo, pintor de cambra de Felip IV l'any 1661. En el retrat de la infanta Margarida d'Espanya de 1666, en el pla posterior, es pot apreciar la col·locació de Carles II i la nana Mari Bárbola en una escena similar a la de Las Meninas de Velázquez. A continuació es llisten algunes de les obres o artistes que també les han versionat al llarg de la història de l'art:
- Claudio Bravo, La vista[121]
- Louis Cane, Meninas ajupides (1982), col·lecció de l'artista
- Philippe Comar, Las Meninas (1978), Centre Georges Pompidou
- Equip Crònica, El recinte (1971) col·lecció privada
- Salvador Dalí, Velázquez pintant la infanta Margarida amb les llums i les ombres de la seva pròpia glòria (1958), Salvador Dalí Museum
- Edgar Degas, Variació sobre Las Meninas de Velázquez (1857), Neue Pinakothek
- Antonio de Felipe, In-Fanta de llimona II (1992), Col·lecció Iria Souto Catoira
- Luca Giordano, Homenatge a Velázquez (National Gallery, Londres).[122]
- Alberto Gironella, Cambra Oscura (1975), col·lecció Gironella-Parra
- Francisco de Goya, Las Meninas (1780-85) Biblioteca Nacional de Madrid[123]
- Richard Hamilton, Interior II (1964) Tate
- Richard Hamilton, Las Meninas de Picasso (1973) Tate[124][125]
- Yasumasa Morimura, Filla de la Història de l'Art (Princesa A) Col·lecció privada
- Vik Muniz, Las Meninas segons Velázquez (de les pintures de xocolata) (2002) Col·lecció Rapahel Castoriano
- Jorge Oteiza, Homenatge a Las Meninas (1958), Fundació Juan March
- Giulio Paolini, Contemplator Enim VI (fuori l'autore) (1991), col·lecció de l'artista
- Antonio Saura, Infanta i Saba (1962) Arxius personals Antonio Saura
- Josep Maria Sert, Figurí per a Las Meninas (1916), Fundación Juan March
- Soledad Sevilla, Las Meninas Núm. IX (1981-1983)
- John Singer Sargent, The Daughters of Edward Darley Boit (1882), Museu de Belles Arts de Boston.[126]
- Thomas Struth, Museo del Prado 6 (2005), col·lecció de l'artista
- Franz von Stuck, Grup de família (1909), Museu Reial de Belles Arts de Bèlgica
- Eve Sussman, 89 segons a l'Alcázar (2004), col·lecció de l'artista[127]
- Manolo Valdés, Reina Marianna (1989), col·lecció de l'artista
- Jeff Wall, Picture for Women (1979), Centre Georges Pompidou
- James Abbott McNeill Whistler, Whistler in his studio (1865)[128]
- Joel-Peter Witkin, Las Meninas. Nou Mèxic (1987)

## Anècdotes
- El febrer de 1917, quan Picasso va conèixer a Roma a Olga Koklova, la ballarina russa estava representant, entre d'altres, un espectacle sobre Las Meninas, amb música de Gabriel Fauré, decoració de Carlo Socrate i vestuari de Josep Maria Sert. L'espectacle estava coreografiat per Léonide Massine qui, al visitar el museu madrileny un any abans, va quedar-se enamorat de l'obra de Velázquez i va decidir fer un ballet en homenatge. Més endavant, el 30 de juny del mateix any, aquesta obra també es presentaria al Teatre del Liceu de Barcelona.[129]

- Es diu que el dissenyador Xavier Mariscal es va inspirar en les aparicions de Lump a la suite de Picasso per a crear el seu Cobi, mascota dels Jocs Olímpics de 1992.[130]

- Al Museu Picasso de París existeix una reproducció de la Menina #6 en una lloseta de ceràmica, la infanta Margarita María -(MPB 70.438- feta pel mateix Picasso segurament durant el període de creació de la sèrie el 1957.[131]